# Eiyuden Chronicle: Rising
Eiyuden Chronicle: Rising (百英雄伝 Rising?) è un videogioco di ruolo del 2022 sviluppato da Natsume Atari e pubblicato da 505 Games per PlayStation 4, PlayStation 5, Xbox One, Xbox Series X e Series S, Nintendo Switch e Microsoft Windows.
Primo titolo della serie Eiyuden Chronicle, il gioco è un prequel di Eiyuden Chronicle: Hundred Heroes, videogioco finanziato tramite crowdfunding su Kickstarter, a cui hanno collaborato diversi creatori della serie Suikoden.